# Ragazzo solo, ragazza sola
Ragazzo solo, ragazza sola is een versie van "Space Oddity", de eerste hitsingle van de Britse muzikant David Bowie, met een Italiaanse tekst geschreven door Mogol.
Deze speciale versie van "Space Oddity" werd gemaakt voor de Italiaanse markt en werd in februari 1970 op single uitgebracht. Twee Italiaanse bands, Equipe 84 en The Computers, hadden hun eigen Italiaanse versie van "Space Oddity" genomen en Bowie's platenlabel dacht dat dit de kansen van Bowie's versie in Italië bedreigde. In plaats van het letterlijk vertalen van de tekst, schreef Mogol een liefdesverhaal over een jong koppel dat elkaar ontmoet op de top van een berg; "Ragazzo solo, ragazza sola" betekent "Eenzame jongen, eenzaam meisje". Bowie nam op 20 december 1969 de Italiaanse tekst op.
Deze versie werd later uitgebracht op het album Rare.
Het lied wordt afgespeeld in de laatste scene van de film Io e te.

## Tracklijst
1. "Ragazzo solo, ragazza sola" (Bowie/Mogol) - 5:15
2. "Wild Eyed Boy from Freecloud" (Bowie) - 4:59

## Muzikanten
- David Bowie: zang, gitaar, Stylophone
- Herbie Flowers: basgitaar
- Terry Cox: drums
- Rick Wakeman: mellotron

Onbekende sessiemuzikanten op de snaarinstrumenten.